# Spoorlijn 55A
Spoorlijn 55A is zowel de naam van een bestaande als van een historische Belgische spoorlijn. De huidige 55A van Y Ringvaart naar Langerbrugge is 1,1 km lang. Het is een restant van het oorspronkelijke tracé van spoorlijn 55.
De voormalige Spoorlijn 55A, later omgebouwd tot fietssnelweg F423, loopt van Zelzate naar Eeklo.

## . Geschiedenis
In 1869 werd het baanvak Zelzate - Assenede geopend door de Chemin de fer de Lokeren à la frontière des Pays-Bas, die ook lijnen 77 en 77A aanlegde. Het overige deel van de spoorlijn werd aangelegd door de "Chemin de fer d'Eecloo à Anvers" in 1871 en overgenomen door de Belgische Staatsspoorwegen in 1878. De lijn is eind de jaren 60 volledig opgebroken.
Iedere halte beschikte ooit over een stationsgebouw, maar deze zijn grotendeels verdwenen, op Boekhoute na (wat weliswaar niet wegneemt dat het in grote mate verbouwd is). Tot enkele jaren geleden werd het voormalige station in Kaprijke gebruikt als opslagplaats en lokaal van de plaatselijke jeugdbeweging tot het in 2004 ook onder de sloophamer verdween.
De huidige buslijn 95 Eeklo - Zelzate volgt min of meer het tracé van de oude spoorlijn 55A.

## Fietssnelweg F423
Op de bedding is een fietspad aangelegd. Dit gebeurde gefaseerd.
In 2008 kwam het segment Zelzate (Denderdreve) tot Bassevelde centrum (10 km) gereed. In 2012 volgde het deel in Eeklo van de Gentweg tot de Oostveldstraat (1,73 km) dat in het voorjaar van 2014 verlengd werd tot aan de Expresweg in Kaprijke (3,53 km). Daarna het deel Expresweg-Bassevelde dat door Kaprijke loopt.

### Fietstunnel Kaprijke
Op 25 november 2024 werd een fietstunnel geopend onder expresweg N49 (toekomstige E34), nadat de bouw eind 2023 gestart was.

## Aansluitingen
In de volgende plaatsen was er een aansluiting op de volgende spoorlijnen:
Zelzate
Spoorlijn 55 tussen Gent-Sint-Pieters en Terneuzen
Spoorlijn 77 tussen Sint-Gillis-Waas en Zelzate
Eeklo
Spoorlijn 58 tussen Y Oost Δ Ledeberg en Brugge